# Christian Lauer
Christian Lauer (* 14. September 1980 in Ehringshausen) ist ein armenischer Sportschütze. Der Herborner wurde am 22. Juli 2013 Ehrenstaatsbürger der Republik Armenien mit dem Erlass des Staatspräsidenten Sersch Sargsjan. Lauer hielt sich zu dieser Zeit in Kroatien bei der EM auf. Lauer erzielte Erfolge im 10-m-Armbrust-Schießen als Welt- und Europameister. Sein Heimatverein ist der Schützenverein Erdbach.

## Leben
Lauer wuchs im hessischen Herborn auf und war Fechter beim Turnverein Dillenburg. Über den modernen Fünfkampf kam er 1999 zum Schießsport im SV Erdbach. Mit der Armbrust wurde er im darauffolgenden Jahr Junioren-Europameister und 2001 Weltmeister. Später wurde er Mitglied der Schützengilde Zell am See in Österreich und startete seit 2008 für den Österreichischen Schützenbund.
Über den Sport lernte der Bürokaufmann die armenische Schützin Irina Lauer (geb. Aghajanyan) kennen, mit der er seit Juni 2013 verheiratet ist. In der armenischen Hauptstadt Jerewan arbeitete er als Koordinator für den armenischen Verband, für den er auch als Sportler international antritt.

## Erfolge (Auswahl)
- 2017 Qualifikation erreicht im Luftgewehr u. Kleinkaliber für die ISSF Worldchampionships 2018 Changwon (Südkorea)
- 2016 ISSF Worldcup München mit dem Luftgewehr beste Worldcupplatzierung Rang 36
- 2014 bis 2016 Mitglied im Top Team Olympic Games Rio für Armenien
- 2014 Teilnahme an der ISSF Weltmeisterschaft in Granada (Spanien) Luftgewehr Platz 84
- 2013 Aufnahme ins Armenische Nationalteam, und gleichzeitig erstmals in einem Nationalteam in einer olympischen Disziplin
- 2008 bis 2012 vielfacher Salzburger Landesmeister, sowie Rekordhalter im Gewehr und Armbrust
- 2008 Arge Alp Spiele in München Luftgewehr und Kleinkaliber Dreistellung 3x40 jeweils Silber und Bronze (für Land Salzburg/Österreich)
- 2008 Grand Prix of Pilsen Luftgewehr Männer in Pilsen (Tschechien) Platz 2
- 2005 Europameisterschaft 10 m Armbrust in Thaon les Vosges (Frankreich) Silber im Team (für Deutschland)
- Oktober 2008: Meister der höchsten Liga mit dem Kleinkalibergewehr mit neuem Saisonrekord[5]
- 2003 bis 2006 6-facher Europacupsieger im Einzel und Team Armbrust 10 m in Kapfenberg und Innsbruck (Österreich)
- 2001 Weltmeisterschaft 10 m Armbrust in Horgen (Schweiz): Weltmeister Team[6]
- 2000 Europameisterschaft 10 m Armbrust Degersheim (Schweiz): Europameister Junioren Team[7]
- 2000 bis 2012 vielfache nationale DM- und Landestitel in Gewehr- und Armbrustdisziplinen für die Landesverbände Hessen und Rheinland

## Ehrungen und Auszeichnungen
- 2017 Verleihung der Golden Verdienstnadel des Deutschen Schützenbundes für unermüdliche Arbeit um das Deutsche Schützenwesen
- 2014 Auszeichnung als „International Master of Sport“ durch das MINISTRY OF SPORT AND YOUTH AFFAIRS, Republik Armenien
- 2013 Verleihung der Ehrenstaatsbürgerschaft der Republik Armenien mit dem Erlass des Staatspräsidenten Sersch Sargsjan
- 2012 Landesschützenkönig des Hessischen Schützenverbandes
- 2010 Ehrung der Stadt Salzburg für außerordentlich erbrachte sportliche Leistungen
- 2009–2011 mehrfache sportliche Auszeichnungen der Stadtgemeinde Zell am See (Land Salzburg)
- 2001 bis 2005 mehrfache Sportpreise der Stadt Darmstadt